# Филиппото, Феликс-Эмманюэль-Анри
Феликс-Эмманюэль-Анри Филиппото́ (фр. Henri Félix Emmanuel Philippoteaux; 3 апреля 1815, Париж — 10 ноября 1884) — французский исторический живописец, баталист, портретист, график, иллюстратор. Отец живописца Поля Доминика Филиппото.

## Биография
Изучал искусство живописи в Школе изящных искусств под руководством Леона Конье. Впервые выставил свои работы в Парижском салоне в 1833 году.

## Творчество
Автор больших батальных сцен, картин на исторические сюжеты, а также портретов и жанровых полотен, ориенталист. Он прекрасно, с основательным знанием военного дела и исторической верностью, изображал сумятицу и ужасы сражений, колорит его изыскан, однако изредка его письмо грешит излишней нежностью и прилизанностью.
Его кисти принадлежит большое количество картин, повествующих о подъёме и успехах Наполеона Бонапарта, в том числе портрет Наполеона в форменном обмундировании и ряд полотен о французских победах во время наполеоновских войн.
Как иллюстратор, делал по заказу рисунки для гравюр на разнообразные темы: библейская история, открытие Нового Света, портреты знаменитостей, иллюстрации к книгам Дюма, Шатобриана.
Наиболее значимые картины Филиппото находятся в Версальском музее.

## Избранные работы

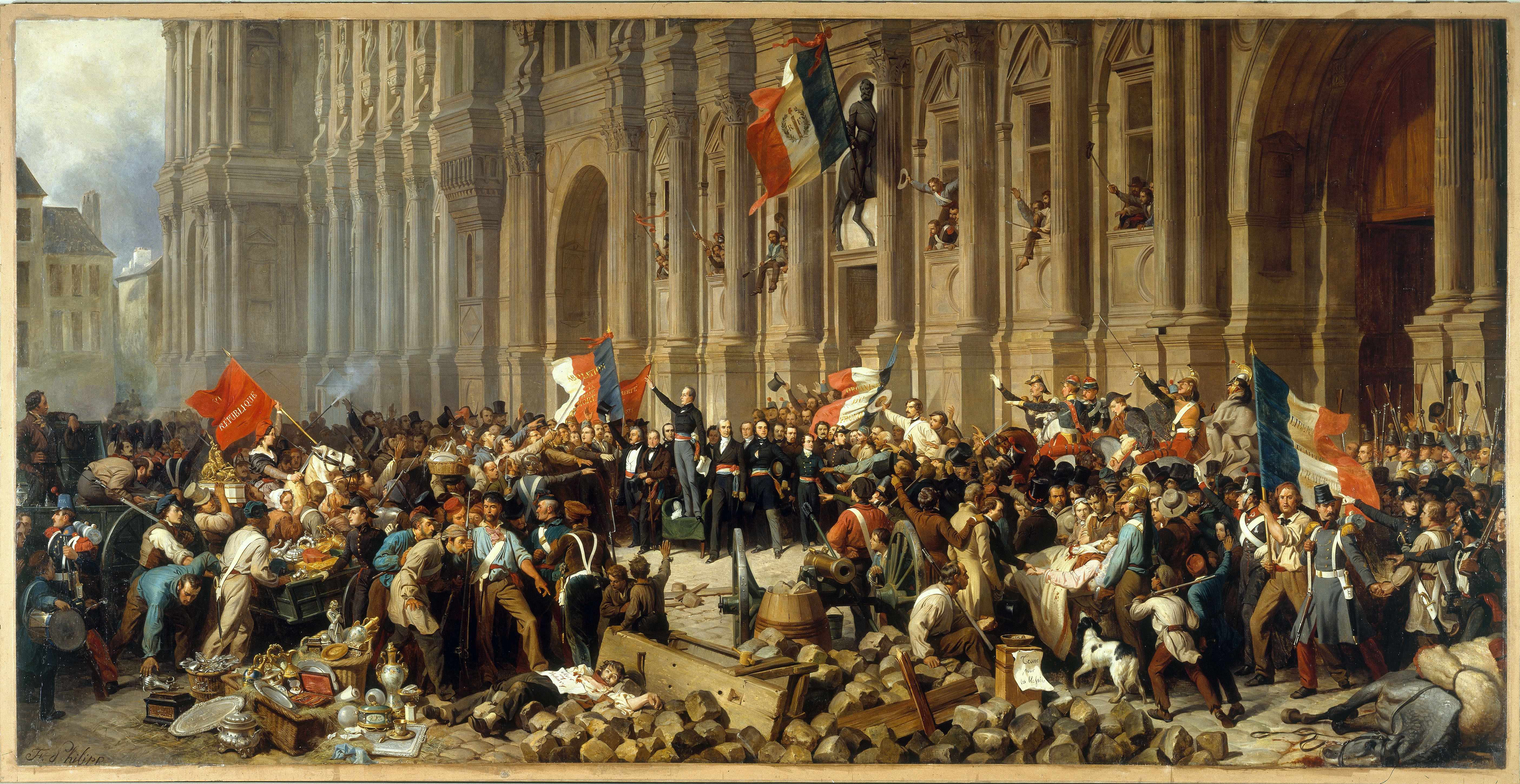
«Альфонс де Ламартин у Отеля-Де-Вилль отвергает красный флаг 25 февраля 1848 года»

- «Баяр, защищающий Гарильянский мост»,
- «Битва при Риволи, 15 января 1797 г.»,
- «Сдача голландского гарнизона французам в Антверпене»,
- «Взятие Эйпера генералом Пишегрю в 1797 г.»,
- «Переправа через Дунай в 1806 г.»,
- «Атака африканских стрелков в начале битвы при Балаклаве, в 1854 г.»,
- «Сражение при Монтебелло» и др.
- «Эпизод отступления Наполеона I из Москвы»,
- «Смерть Тюренна»,
- «Людовик XV в 1743 г. посещает поле битвы при Фонтенуа»,
- «Защита Мазаграна в 1840 г.»,
- «Последний банкет жирондистов накануне их казни»,
- «Торжественное вступление генерала Форея во главе французских войск в Мехико, в 1863 г.»,
- «Встреча Генриха IV и Сюлли близ Иври»
- две панорамы: «Париж, бомбардируемый немцами в 1870 г.» и «Защита Парижа с Елисейских Полей в 1870 г.».

Одна из самых известных его работ — изображение осады Парижа во время франко-прусской войны 1870 г. — выполнена в виде циклорамы (тип большой панорамной картины на поверхности в виде цилиндра, исполненной так, чтобы зритель, находясь в центре цилиндра, имел обзор в 360°). Зрители, окружённые панорамным изображением, чувствуют себя так, будто стоят посреди исторического события или известного места.

## Награды
- Орден Почётного Легиона (1846)

## Галерея

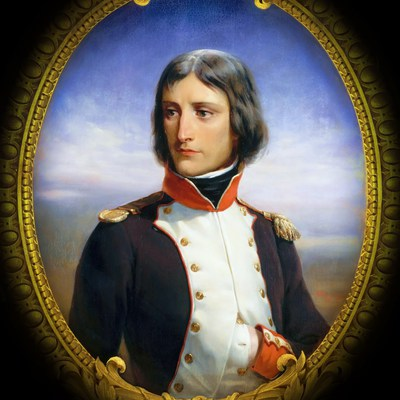
Наполеон, лейтенант I батальона Корсики в 1792 году
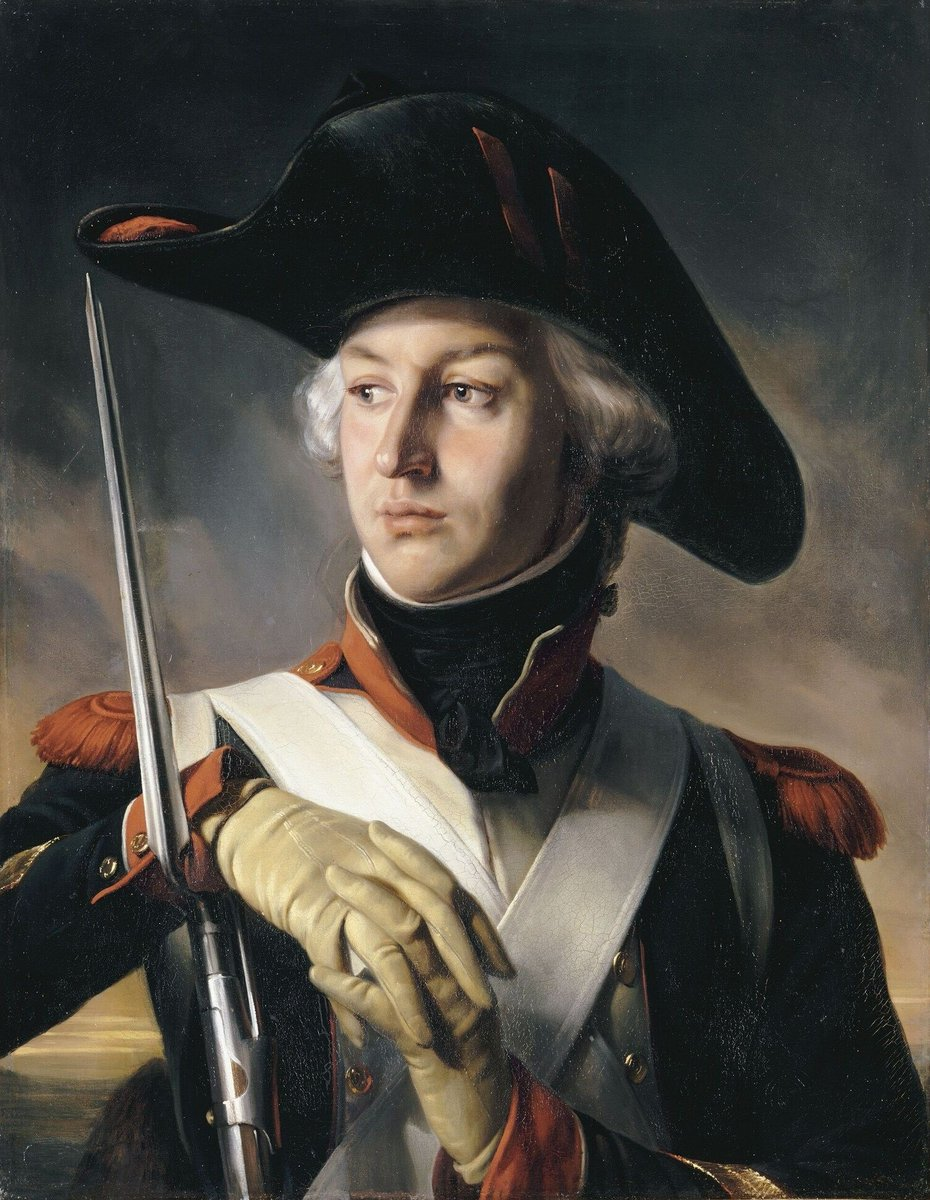
Генерал Андош Жюно в бытность молодым солдатом в 1792 году
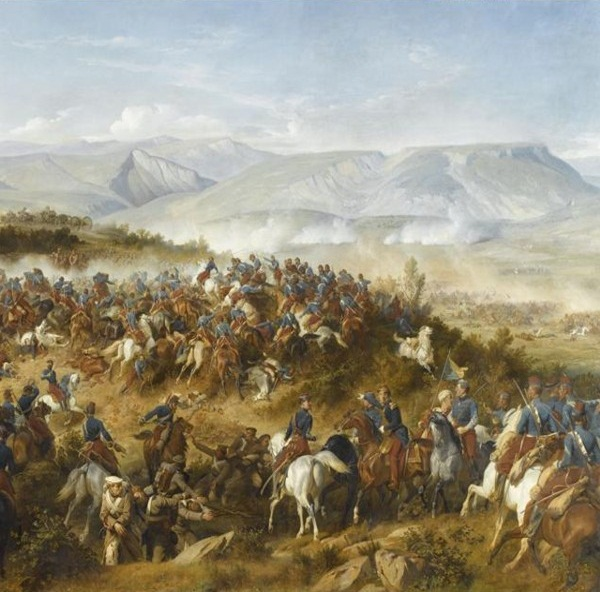
Африканские егеря под командованием генерала Аллонвиля в битве при Балаклаве
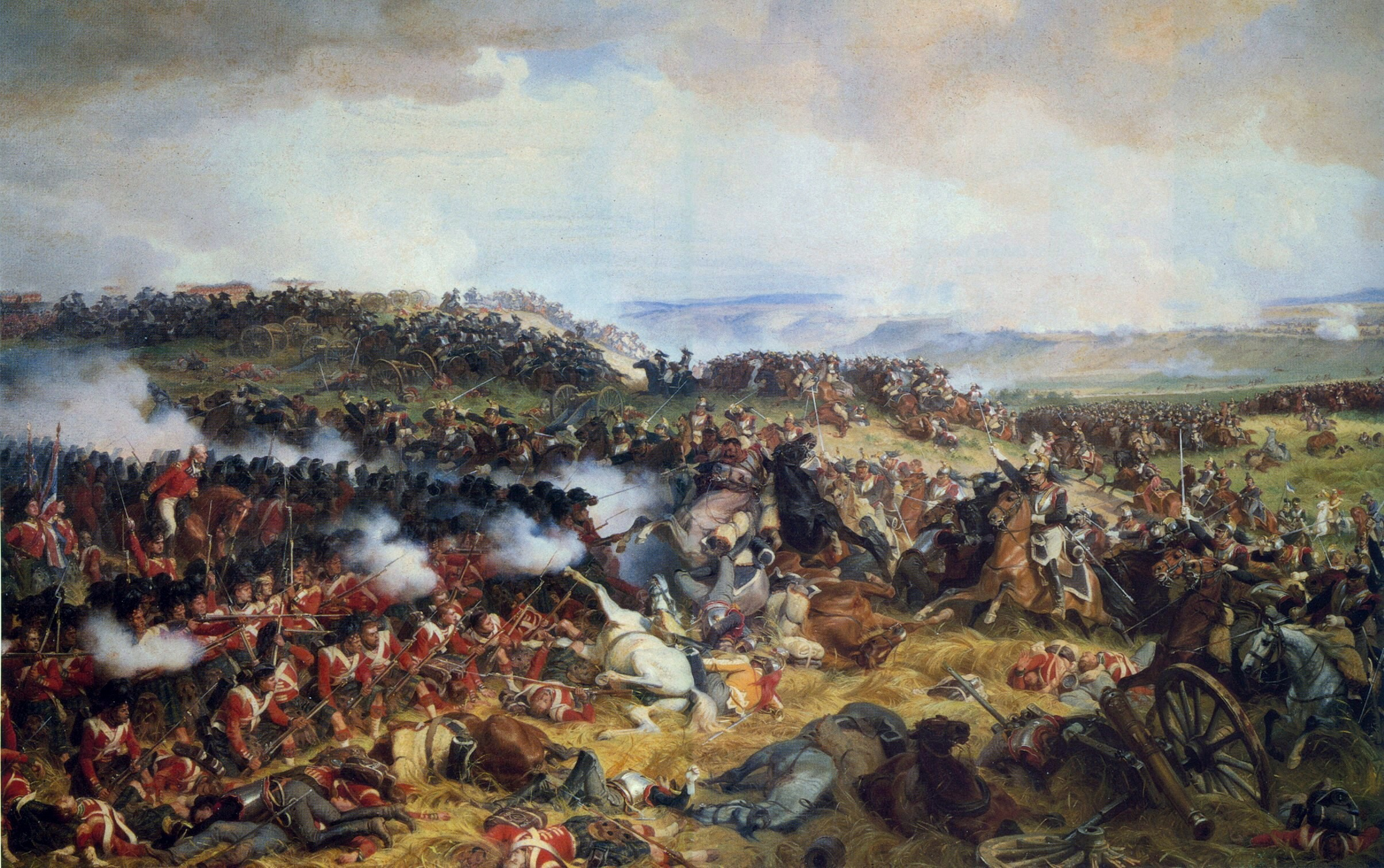
Битва при Ватерлоо. Британские каре, встречающие залпом французских кирасир
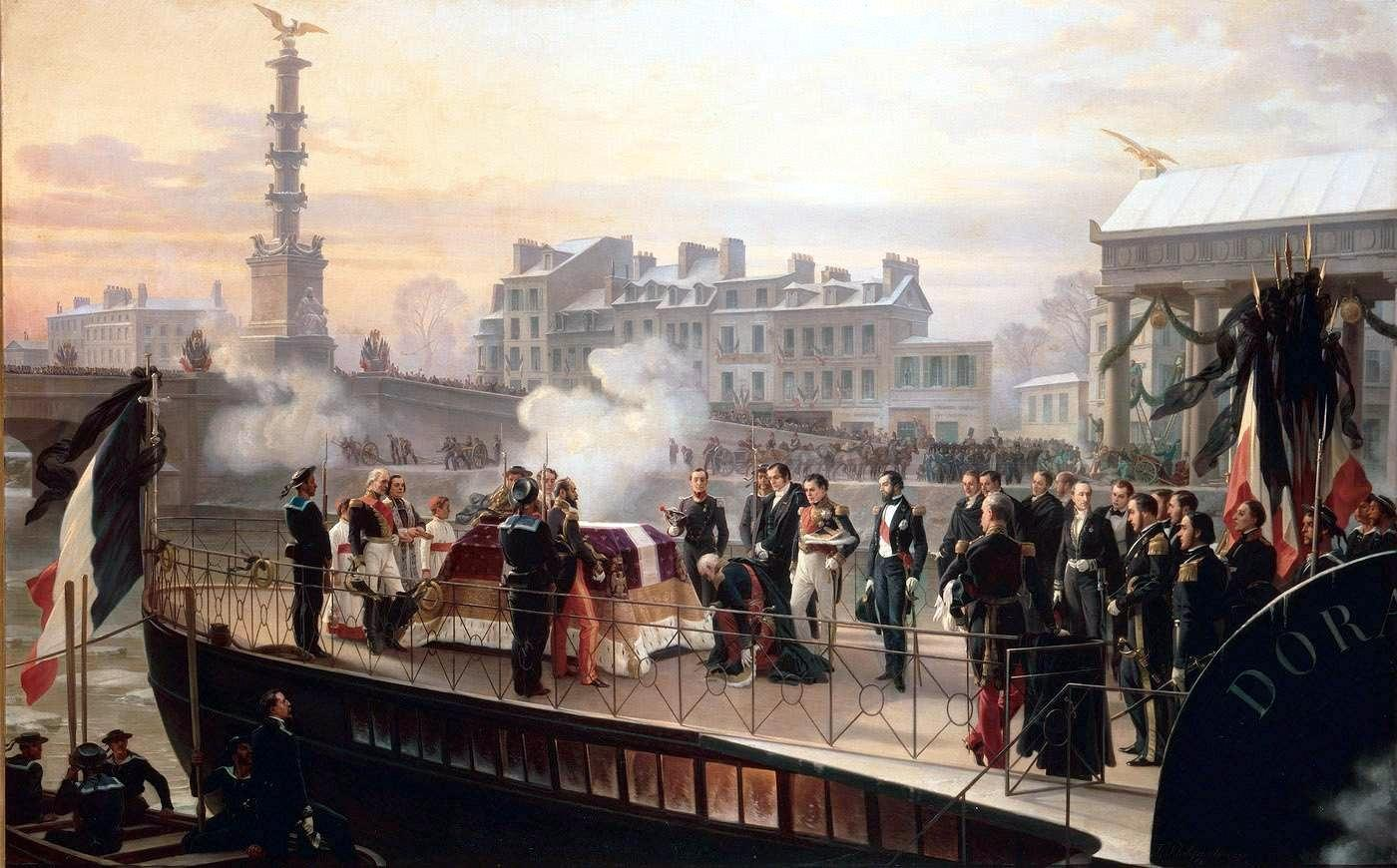
«Прибытие 14 декабря 1840 парохода «La Dorade» , на котором в Курбевуа с острова Святой Елены на последнем мелководном участке реки Сена был окончательно доставлен гроб Наполеона, ранее перегруженный с океанского парусника  "BELLE POULE"  на большой пароход "Normandie", 1867
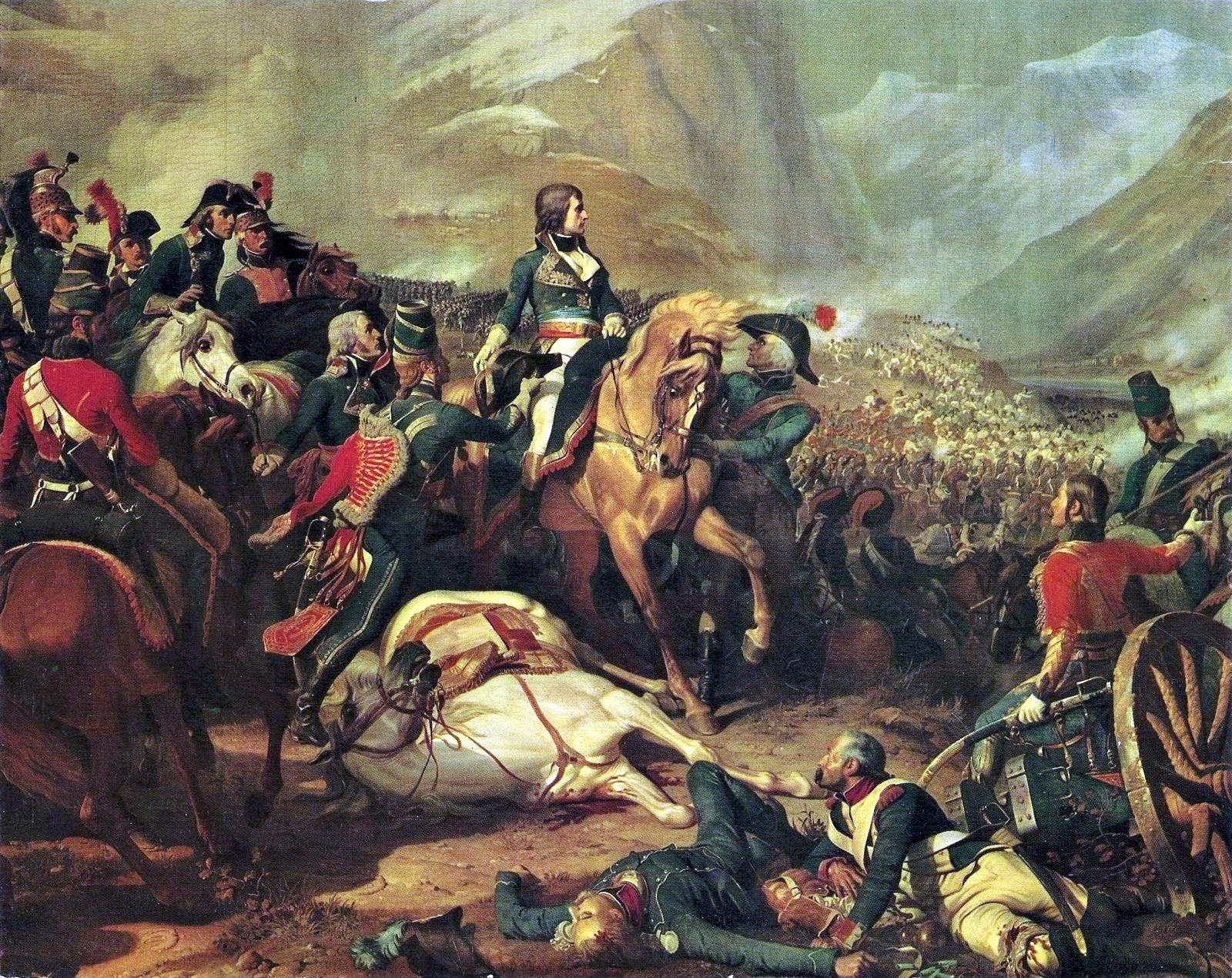
Наполеон во время битвы при Риволи